# Nogometni klub Rogaška
Il Nogometni klub Rogaška, noto come Rogaška, è una società calcistica slovena con sede a Rogaška Slatina, una località nella regione della Savinjska.

## Storia
Precedentemente, la squadra di Rogaška Slatina era lo NK Steklar, club che vantava due stagioni in 1. SNL, ma che nel 1999, ormai sceso in quarta divisione, ha dovuto cessare l'attività per problemi finanziari.
Il NK Rogaška viene fondato nello stesso anno e, inizialmente, milita a lungo negli ultimi due livelli del calcio sloveno, fino alla promozione in terza divisione nel 2016. 
Secondo classificato nella 3. SNL Est 2016-17 dietro al Maribor B che, essendo una "seconda squadra", non può essere promossa, così il posto-promozione in seconda divisione va al Rogaška.
Lotta per la salvezza per due stagioni in 2. SNL, ma alla terza retrocede, condannato dal penultimo posto al momento della sospensione del campionato a causa della pandemia del coronavirus.
Nella 3. SNL Est 2020-21, nell'ultima giornata vince in trasferta conto il Bistrica, lo aggancia e lo supera in classifica grazie agli scontri diretti, conquistando così la seconda divisione.
Due anni dopo vince il campionato e, per la prima volta, viene promosso in prima divisione, 30 anni dopo l'ultima apparizione dello Steklar.

## Stadio
Il Mestni stadion Rogaška Slatina (stadio cittadino di Rogaška Slatina) è un piccolo stadio da 1000 posti, di cui 400 a sedere. Vi giocava lo Steklar, e si trova poco a sud della città, dietro la tribuna coperta c'è un parcheggio, sul lato nord c'è un palazzetto dello sport, e accanto c'è un campo ausiliario. Oltre ai 250 posti della tribuna principale e ai 150 della tribuna ausiliaria, ci sono circa 600 tribune adiacenti al campo.

## Palmarès
- Coppa di Slovenia: 1

2023-2024
- Druga slovenska nogometna liga: 1

2022-23
- Tretja slovenska nogometna liga: 1

2020-21 (Est)
- Medobčinska nogometna zveza Celje: 2

2013-14; 2015-16

## Giocatori
- Alen Krajnc
- Ivan Firer
- Rok Vodišek
- Marko Jordan
- Mika Mario Rokavec
- Anel Hajrić
- Mateo Panadić
- Alen Ploj

## Allenatori
- Oskar Drobne
- Aleš Kačičnik
- Franc Fridl